# Petit Palais
Petit Palais (francoska izgovorjava [pəti palɛ]) je umetnostni muzej v 8. okrožju Pariza v Franciji.
Palačo so zgradili za svetovno razstavo (Exposition Universelle) leta 1900, zdaj pa je v njej Muzej lepih umetnosti mesta Pariz (Musée des beaux-arts de la ville de Paris). Petit Palais stoji nasproti stavbe Grand Palais na nekdanji aveniji Nicolas II, danes Avenue Winston-Churchill. Druge fasade stavbe gledajo na Seno in Elizejske poljane.
Petit Palais je eden od štirinajstih muzejev mesta Pariz, ki so od 1. januarja 2013 vključeni v javno podjetje Paris Musées. Od leta 1975 je na seznamu zgodovinskih spomenikov Ministrstva za kulturo.

## Zgodovina

### Natečaj za oblikovanje
Leta 1894 je bil razpisan natečaj za razstavni prostor 1900. Palais de l'Industrie iz leta 1855 je veljala za neprimerno in jo je bilo treba nadomestiti z nečim novim za svetovno razstavo leta 1900. Arhitekti so imeli možnost narediti, kar so želeli (spremeniti, uničiti ali obdržati) Palais de l'Industrie. Na koncu je Charles Girault zmagal na natečaju in zgradil Petit Palais kot eno od stavb, ki so nadomestile Palais de l'Industrie.
Gradnja Petit Palais se je začela 10. oktobra 1897 in je bila dokončana aprila 1900. Skupni stroški Petit Palais so v času gradnje znašali 400.000 funtov. Leta 1902 je Petit Palais uradno postala Palais des Beaux-Arts de la Ville de Paris.

### Navdih
Girault se je za Petit Palais v veliki meri opiral na francoski slog poznega 17. in zgodnjega 18. stoletja. Poleg tega ima njegovo delo, kot sta kupolasta osrednja veranda in trojna arkada, veliko vzorov na hleve v Chantillyju, Oise.

### Stavba
Giraultov načrt za Petit Palais je dočakal minimalne spremembe od zasnove do izvedbe. Načrt je bil izviren in se je popolnoma ujemal z dano lokacijo. Petit Palais je trapezoidne oblike s svojo večjo stranjo kot glavno fasado, ki gleda na Grand Palais. Oblika stavbe tvori polkrožno dvorišče v središču.

## Arhitektura
Petit Palais je v slogu Beaux-Arts  zasnoval Charles Girault okoli osemkotnega dvorišča in vrta, podobno kot Grand Palais. Njeni jonski stebri, veličastna veranda in kupola odmevajo tisto v Les Invalides na drugi strani reke. Timpanon, ki prikazuje mesto Pariz, obkroženo z muzami, je delo kiparja Jeana Antoina Injalberta.
Petit Palais je bila zgrajena kot trajna stavba, ki bo po razstavi postala stalni muzej likovnih umetnosti. Gradbeni materiali – kamen, jeklo in beton ter dekoracija naj bi pokazali, da je bila Petit Palais zgrajena tako, da je vzdržljiva.

### Zunanjost
Glavna fasada stavbe je obrnjena proti Grand Palais. Osrednja točka fasade je glavni vhod: »osrednji lok, postavljen v arhivolt, na vrhu katerega je kupola in do katere vodijo široke stopnice«. Dve krili obdajata glavni vhod. Ta se nadaljujejo do končnih (vogalnih) paviljonov, ki jih krasijo prostostoječi stebri, in jih uokvirjajo visoka okna.
Zunanjost paviljonov krasijo obokana okna od strani okrog do zadnje fasade. Ta velika okna zagotavljajo stransko osvetlitev za zunanje tri galerije notranjega muzeja.
Zunanjost Petit Palais je bila okrašena s številnimi sodobnimi skulpturami. Več slavnih kiparjev tistega časa, kot so Convers, Desvergens, Fagel, Ferrary, Hugues, Injalbert in Peynot, je sodelovalo pri zunanji dekoraciji stavbe.

### Notranjost
Trapezasta oblika palače Petit tvori odprto območje v središču stavbe. Ta zaprt prostor ustvarja polkrožno, peristilno dvorišče. Arhitektura dvorišča je vključevala veliko različnih arhitekturnih elementov. Elegantno dvorišče velja za slog Beaux Arts zaradi »simetrične kompozicije« in »bogate dekoracije v visokem reliefu«. Sestavljeni stebri iz rožnatega vogeškega granita in pozlačenega brona obkrožajo dvorišče in obrobno pokrito galerijo. Čeprav je dvorišče v osrednjem delu Petit Palais, eno glavnih struktur razstave, je bil njegov namen obiskovalcem zagotoviti sproščujoč prostor poleg živahne razstave.
Muzej je razdeljen na dve etaži z dvema nizoma sob, ki tečejo vzporedno in nasproti. Notranjost Petit Palais je bila zasnovana tako, da ustvarja razstavne prostore, »primerne za vse vidike zbirke: zunanje galerije za predmete, notranje, svetlobne za slike, spodnje galerije za rezervo ter vhodno rotundo in glavno galerijo za skulpture«. Posebej veliki sta bili vhodna rotunda in glavna galerija. Tla so bila obložena z mozaiki, stene so bile obložene z marmorjem, kupola in oboki pa so bili polni alegoričnih poslikav.

## Razstave
Razstave, ki so bile med svetovno razstavo postavljene v Petit Palais, so prikazovale zgodovino umetnosti od začetka do danes. Zgodovina francoske umetnosti od 1800–1900 je pokazala stopnje rasti. Notranja galerija Petit Palais je razstavljala »neprecenljive zaklade iz slonovine, tapiserije, kovinskih izdelkov, nakita in porcelana, zbrane iz najpomembnejših zbirk Francije«. Zunanja galerija je bila zbirka kraljevega francoskega pohištva.
Razstave so razdeljene na dele: 
- zbirka Dutuit srednjeveških in renesančnih slik, risb in umetniških predmetov;
- zbirka Tuck pohištva iz 18. stoletja in zbirka slik mesta Pariz.

Muzej prikazuje slike slikarjev, kot so Rembrandt, Rubens, Nicolas Poussin, Claude Gellée, Fragonard, Hubert Robert, Greuze in izjemno zbirko slikarstva in kiparstva 19. stoletja: Ingres, Géricault, Delacroix, Courbet, Monet, Sisley, Pissarro, Med drugim Cézanne, Danger, Modigliani, Carpeaux, Maillol in Rodin. 
Obstaja tudi razmeroma majhna, a pomembna zbirka starogrške in rimske umetnosti ter krščanskih ikon, za katero so leta 2019 muzeji pridobili prvo in edino umetniško delo 21. stoletja (Les Martyrs de Libye Nikole Sarića).

## Odzivi in vpliv v tujini
Kot celota arhitektura razstave iz leta 1900 ni bila dobro sprejeta, vendar so bili odzivi na Petit Palais na splošno pozitivni. Nekateri ljudje so celo trdili, da ima Petit Palais »moč izobraževati um, medtem ko ugaja čutom«. Belgijski kralj Leopold II. je bil zelo navdušen nad Giraultovo izvedbo Petit Palais. To občudovanje je začelo »plodno sodelovanje med monarhom in arhitektom«. Girault je dobil naročilo za gradnjo več struktur, vključno z: Arcade du Cinquantenaire v Bruslju, prizidke na kraljevem gradu Laeken in obmorsko stebrišče v Ostendu. Petit Palais je služila kot model za druge javne stavbe, zlasti za Kraljevi muzej za Srednjo Afriko, ki je v Tervurenu v Belgiji in Museo de Bellas Artes (Narodni muzej lepih umetnosti) v Santiagu v Čilu.

## Galerija
- Apostol Janez, detajl slike iz 16. stoletja
- Diana počiva, Jacob Jordaens
- Maska Dioniza Taurosa
- Ženska, ki jo je pičila kača, Auguste Clésinger
- La naissance d'Aphrodite,  Antoine Bourdelle
- Psyché sous l'empire du mystère, Hélène Bertaux
- Sena in njeni pritoki, Désiré-Maurice Ferrary
- Grb Pariza, Émile Peynot
- Quatre saisons, Louis Convers
- Vhod v Petit Palais ponoči leta 2022